# Fundação (romance de Asimov)
Fundação (Foundation) é um romance de ficção científica do escritor  Isaac Asimov nascido na Rússia em 1920. É o primeiro publicado da Trilogia Fundação (posteriormente expandida para a série Fundação). Fundação é um conjunto de cinco contos inter-relacionados, publicados pela primeira vez como um único livro pela Gnome Press em 1951. Coletivamente, eles contam a história inicial da Fundação, um instituto fundado pelo psico-historiador Hari Seldon para preservar o melhor da civilização galáctica após o colapso do Império Galáctico.

## Origem e História da Primeira Publicação
Quatro contos foram publicados anteriormente na Astounding Science Fiction entre 1942 e 1944, com títulos diferentes. O quinto conto, o primeiro em termos de cronologia ficcional, foi adicionado para a edição de 1951 da Gnome Press. As quatro histórias originais também apareceram em 1955 como parte da série de romances da editora Ace Books como D-110 sob o título "The 1,000-Year Plan".
Dois outros livros, cada um consistindo em duas novelas, foram publicados pouco depois e os três são considerados uma trilogia. Asimov escreveria mais dois romances sequenciais e duas prequelas. Escritores posteriores escreveram novas adições autorizadas pelo espólio de Asimov. A série Fundação é frequentemente considerada um dos melhores trabalhos de Isaac Asimov, ao lado de sua série Robôs , que ocorre no mesmo universo.

## Antecedentes
Em 1º de agosto de 1941, Isaac Asimov propôs a John W. Campbell, da Astounding Science Fiction, um conto ambientado em um Império Galáctico em lento declínio, baseado na queda do Império Romano . Campbell gostou da ideia e, ao final de uma reunião de duas horas, Asimov já planejava escrever uma série de histórias descrevendo a queda do primeiro Império Galáctico e a ascensão de um segundo. Asimov enviou a primeira história da "Fundação" em 8 de setembro, Campbell comprou-a em 15 de setembro e a Astounding a publicou em maio de 1942. Asimov escreveu mais sete histórias ao longo de oito anos, e elas foram reunidas na Trilogia da Fundação . Publicados de 1951 a 1953, os três livros se tornaram a ficção científica mais popular de Asimov e ganharam um Prêmio Hugo de Melhor Série de Todos os Tempos em 1966.

## Resumo do Enredo

### "Os Psico-Historiadores"
Este conto é original do livro de 1951 e ocorre em 0 E.F ("Era da Fundação"). A história começa em Trantor, capital do Império Galáctico de a 12 000 anos, um império poderoso, mas em lenta decadência. Hari Seldon, um matemático e psicólogo, desenvolveu a psico-história, um novo campo da ciência e da psicologia que equivale todas as possibilidades em grandes sociedades à matemática, permitindo a previsão de eventos futuros.
Por meio da psico-história, Seldon descobriu a natureza decadente do Império, irritando os membros aristocráticos do Comitê de Segurança Pública, os governantes de fato do Império. O Comitê considera as opiniões e declarações de Seldon uma traição, e ele é preso junto com o jovem matemático Gaal Dornick, que acabara de chegar a Trantor para se encontrar com Seldon.
Seldon é julgado pelo Comitê e defende suas crenças, explicando suas teorias e previsões, incluindo sua crença de que o Império entrará em colapso nos próximos 500 anos que o lançará em uma era das trevas de 30 000 anos. Ele informa ao Comitê que uma alternativa para este futuro é alcançável e explica a eles que a criação de um compêndio de todo o conhecimento humano, a Encyclopedia Galactica, não evitaria a queda inevitável do Império, mas reduziria a idade das trevas a um milênio.
O cético Comitê, não querendo fazer de Seldon um mártir, oferece-lhe o exílio em um mundo remoto, Terminus, com outros que poderiam ajudá-lo a criar a Enciclopédia. Ele aceita a oferta, se prepara para a saída dos "Enciclopedistas" e recebe um decreto imperial reconhecendo oficialmente suas ações. Seldon informa a Dornick que, apesar do Império acreditar que venceu ao exilar Seldon, o resultado foi exatamente o que ele esperava que acontecesse. Terminus seria o lar da primeira Fundação, enquanto uma segunda seria estabelecida "no Star's End". Seldon então revela que está morrendo e implora a Dornick que se torne um líder na nova Fundação.

### "Os Enciclopedistas"
Os Enciclopeditas (The Encyclopedists) foi publicado originalmente na edição de maio de 1942 da Astounding Science-Fiction sob o título de "Foundation" (Fundação).
A história começa em 50 E.F no planeta Terminus, pobre em recursos minerais. Em uma pequena região adequada para o desenvolvimento de uma grande cidade é fundada a cidade de Terminus, uma colônia de profissionais, dedicada à criação da Encyclopedia Galactica.
Terminus é administrada pelo Conselho Curador da Fundação, composta exclusivamente por cientistas, chamados de Enciclopedistas. Os assuntos administrativos  da cidade de Terminus são cuidados pelo primeiro prefeito da cidade, Salvor Hardin, que é politicamente impotente devido à influência do Conselho de Curadores. No entanto, Hardin se recusa a aceitar o status quo, acreditando que ele deixa Terminus em perigo de dominação pelas quatro prefeituras vizinhas, que declararam independência do Império e romperam o contato com a capital, Trantor, e estão agora se autodenominando "Os Quatro Reinos".
Hardin consegue evitar uma tentativa do Reino de Anacreon de estabelecer bases militares em Terminus e tirar proveito de sua energia nuclear, que Terminus mantém, mas os Quatro Reinos não. Hardin consegue desviar o Anacreonte de seu objetivo inicial e promove seu objetivo de estabelecer um sistema político estável em Terminus.
Os esforços de Hardin ainda são resistidos pelo Conselho de Curadores e seu presidente, Dr. Lewis Pirenne, que erroneamente acreditam que estão protegidos por decreto imperial. Para remover esse obstáculo, Hardin e seu principal conselheiro, Yohan Lee, planejam um "golpe de estado" destinado a remover o Conselho de Curadores de sua posição politicamente poderosa no mesmo dia em que, uma gravação holográfica de Hari Seldon está programada para aparecer. A gravação deverá conter uma prova psico-histórica do sucesso ou fracasso de Hardin; Hardin logo percebe que seu golpe é uma grande aposta devido ao possível caso de que suas crenças sejam incompatíveis com os objetivos originais de Seldon.
No dia seguinte, a gravação holográfica de Hari Seldon aparece. Ele revela que a Encyclopedia Galactica é na verdade uma distração destinada a tornar possível a criação da colônia. O verdadeiro propósito da Fundação é formar um núcleo de um Segundo Império Galáctico e encurtar o período de caos previsto para meros mil anos, em vez de trinta mil anos.
Ao fim da mensagem, os Enciclopedistas admitem para Hardin que eles estavam errados, e Pirenne marca uma reunião para discutir sua próxima ação. Hardin sabia que essa vitória lhe daria a vantagem necessária para obter um poder significativo e, assim, "assumir o governo real", removendo o status de "figura de proa" de seu gabinete de prefeito. Ele também sabia que as forças de Anacreonte estariam chegando em breve para tomar a Fundação à força. Salvor Hardin encontrou a solução que como disse Hari Seldon, "era óbvia".

### "Os Prefeitos"
Os Prefeitos (The Mayors) foi originalmente publicado na edição de junho de 1942 da Astounding Science-Fiction como "Bridle and Saddle" ((Freio e Sela) (referindo-se à fábula de Esopo "O Cavalo que Perdeu a Liberdade", uma variante da qual é recitada por Hardin durante o clímax do história)).
Por volta de 80 E.F, o conhecimento científico da Fundação deu a ela uma vantagem significativa sobre os Quatro Reinos, embora ainda esteja isolada do Império Galáctico. Exercendo seu controle sobre a região por meio de uma religião artificial - o cientismo - a Fundação compartilha sua tecnologia com os Quatro Reinos, referindo-se a ela como verdade religiosa. Os técnicos de manutenção compreendem o sacerdócio do Cientismo, treinados em Terminus. A maioria dos próprios sacerdotes não tem consciência da verdadeira importância de sua "religião", referindo-se à tecnologia avançada como artefatos e ferramentas "sagradas". A religião não é suprimida pela elite secular dos Quatro Reinos, uma reminiscência dos governantes da Europa Ocidental do início do período medieval, que a usam para consolidar seu poder sobre as zelosas populações.
Salvor Hardin, como prefeito da cidade de Terminus, é o governante efetivo da Fundação e tem sido reeleito prefeito continuamente desde sua vitória política sobre o Conselho de Curadores da Encyclopedia Galactica. No entanto, sua influência é subitamente reprimida por um novo movimento político liderado pelo vereador Sef Sermak, que incentiva a ação direta contra os Quatro Reinos e a cessação do proselitismo científico incentivado pela administração de Hardin. O movimento, que se autodenomina "O Partido Acionistas" e cujos seguidores se referem a si mesmos como Acionistas, é extremamente popular, e Sermak e seus companheiros líderes Acioistas se recusam a responder aos esforços de Hardin para apaziguá-los.
O reino que mais preocupa os Acionitas é o de Anacreonte, governado pelo Príncipe Regente Wienis e seu sobrinho, o adolescente Rei Lepold I. Wienis planeja derrubar o poder da Fundação lançando um ataque militar direto contra Terminus, utilizando um Cruzador de batalha imperial redesenhado por especialistas da Fundação para atender às necessidades da marinha de elite Anacreôniana. No entanto, Hardin ordena que algumas pequenas modificações sejam incorporadas ao design do navio antes de sua conclusão.
Wienis planeja lançar sua ofensiva na noite da coroação de seu sobrinho como rei e único governante de Anacreonte. Hardin comparece à cerimônia de coroação e é preso, mas ele já combinou com o Sumo Sacerdote Anacreoniano Poly Verisof, que está ciente da verdadeira natureza do Cientismo e também é Embaixador de Terminus em Anacreonte, para fomentar um levante popular contra Wienis. Convencendo a população anacreoniana de que um ataque contra a Fundação e Terminus é uma blasfêmia, Verisof lidera uma multidão enfurecida ao palácio real e o cerca, exigindo a libertação de Hardin. Enquanto isso, uma das modificações de Hardin no cruzador de batalha se mostra; um relé de ultra-ondas, um interruptor remoto para os sistemas da nave. O sacerdote atendente do navio, Theo Aporat, apresenta a ativação do revezamento como uma maldição divina, e a tripulação, convencida do poder do deus da Fundação, amotina-se contra seu comandante, o almirante Príncipe Lefkin, filho de Wienis. Lefkin confronta os amotinados e, capturado, é forçado a transmitir uma mensagem para Anacreonte. A mensagem exige a prisão e julgamento de Wienis perante um tribunal eclesiástico e ameaça um bombardeio do palácio real se essa e outras exigências não forem atendidas. Wienis, enlouquecido por seu fracasso, ordena a execução de Hardin, mas seus guardas reais se recusam a obedecê-lo. Tentando e falhando, devido a um campo de energia protetor, para matar Hardin pessoalmente, Wienis comete suicídio.
Outra mensagem de Seldon prova que Hardin encontrou a resposta correta novamente. Embora os ativistas continuem detendo uma quantidade significativa de poder, o suficiente agora para controlar a Câmara Municipal, uma tentativa de impeachment do prefeito já falhou e sua popularidade foi renovada entre os residentes da cidade. Também é confirmado por Hari Seldon que os vizinhos imediatos da Fundação, os Quatro Reinos, agora estarão virtualmente impotentes e incapazes de resistir ao avanço do Cientismo. No entanto, o crescente nacionalismo da Periferia fragmentada torna difícil para a religião fazer novas conquistas.

### "Os Mercadores"
Os Comerciantes (The Traders) foi publicado originalmente na edição de outubro de 1944 da Astounding Science-Fiction como "The Wedge". Por volta de 135 E.F, a Fundação se expandiu e enviou Comerciantes oficialmente sancionados para trocar tecnologia com planetas vizinhos para o que equivale a um maior poder político e econômico. O comerciante mestre Eskel Gorov, também agente do governo da Fundação, viajou para os mundos de Askone, onde espera comercializar produtos atômicos. Gorov, no entanto, encontra resistência por parte dos Anciões governantes de Askone devido aos tabus tradicionais que efetivamente banem a tecnologia avançada. Gorov é preso e condenado à morte; os Anciões recusam os pedidos de clemência da Fundação.
O comerciante Limmar Ponyets recebe ordens da Fundação para tentar negociar com os Anciões e viaja para o planeta central Askonia. Ponyets se encontra com o Grande Mestre dos Anciões e deduz que, embora ele esteja determinado a executar Gorov, ele pode estar disposto a trocar o prisioneiro por um suborno adequado, que Ponyets percebe que seria uma soma de ouro. Pôneis molda desajeitadamente um transmutador que converterá ferro em ouro. O Grão-Mestre informa a Ponyets que outros que tentaram isso falharam e foram punidos com execução por sua tentativa e por seu fracasso; Ponyets tem sucesso e convence o Grão-Mestre de que o ouro é apropriado para a decoração religiosa Askoniana, o que agrada aos Anciões.
O Conselheiro Pherl, o protegido do Grão-Mestre, parece desconfiar de Ponyets. Encontrando-se com o Conselheiro, Ponyets descobre que Pherl está bastante disposto a trabalhar com ele, apenas devido às chances de eventualmente atingir o Grande Mestre. Pherl, de uma origem étnica diferente dos Grão-Mestres tradicionais e um jovem, acredita que um suprimento estável de ouro será capaz de aumentar dramaticamente seu poder, e Ponyets vende o transmutador para ele. Ele também instala um gravador de vídeo dentro e, uma vez que Pherl tenta desistir de pagar o preço acordado, o chantageia com uma gravação do uso do transmutador.
Gorov é libertado rapidamente. De acordo com um novo acordo, ele e Ponyets podem tirar o máximo de estanho das minas de Pherl. Ponyets discute seu sucesso com Gorov e explica que agora, Pherl vai se tornar o novo Grão-Mestre - e alguém muito interessado em vender produtos da Fundação, já que Ponyets deixou toda a sua carga com ele, e fazer as pessoas comprá-la é a única maneira para Pherl salvar um pouco de seu orgulho. Gorov critica suas técnicas devido ao que ele percebe como a falta de moralidade de Ponyets. Ponyets responde lembrando Gorov de uma alegada declaração feita por Salvor Hardin: "Nunca deixe seu senso de moral o impedir de fazer o que é certo!"

### "Os Príncipes Mercadores"
Os Principes Mercadores (The Merchant Princes) foi publicado pela primeira vez na edição de agosto de 1944 da Astounding Science-Fiction como  "The Big and the Little" (O Grande e o Pequeno).
Por volta de 155 E.F, a poderosa Fundação subjugou os vizinhos Quatro Reinos e tenta expandir seu império religioso. No entanto, devido aos rumores da subjugação dos Quatro Reinos e, mais tarde, de Askone, a expansão futura enfrenta grande resistência. Recentemente, três navios da Fundação desapareceram perto dos planetas da República de Korell, portanto, a nação é suspeita de desenvolvimento tecnológico independente ou de compra de mercadorias da Fundação contrabandeadas. O Comerciante Mestre, Hober Mallow é designado para lidar com Korell e também para investigar seus desenvolvimentos tecnológicos e encontrar as naves desaparecidas. Aqueles que atribuíram esta missão a Mallow, o Secretário de Relações Exteriores Publis Manlio e a Secretária Prefeito Jorane Sutt, acreditam que uma Crise Seldon está em andamento; eles temem que as tensões internas causadas pela grande autonomia concedida aos Comerciantes e as relações externas instáveis possam dar origem a um conflito nuclear envolvendo a Fundação.
Sutt e Manlio, querendo enfraquecer os Comerciantes e suspeitando que Mallow estava conectado aos contrabandistas, plantam um agente, Jaim Twer, que se orgulha de ter uma educação leiga, a bordo do navio de Mallow, o Estrela Longínqua. Depois que a Estrela Longínqua pousa em Korell, a tripulação permite que um missionário da Fundação embarque na nave, violando as ordens que Mallow deu que exige sua permissão antes que alguém embarque ou deixe a Estrela Longínqua.
A lei corelliana proíbe os missionários da Fundação de estar no planeta sob pena de morte. A tripulação determina que o reverendo Jord Parma de Anacreon (como ele se chama) foi capturado pelos Korellians, mas escapou antes de ser morto. Reverendo Parma está ferido, aparentemente confuso mentalmente e precisa de hospitalização. Pouco tempo depois que Parma foi deixado a bordo do navio, uma multidão enfurecida aparece, cercando a Estrela Longínqua e exigindo que o missionário seja entregue a eles como um criminoso fugitivo. Essa rápida resposta dos Korellianos em um local extremamente remoto desperta as suspeitas de Mallow: De onde Parma realmente escapou? Por que havia uma multidão aparentemente já reunida no meio do nada? Suspeitando de uma armação, ao invés de lutar contra a multidão, Mallow decide entregar o missionário para eles (e para a morte certa), apesar da tentativa frenética de Twer de intervir. Logo depois, Mallow é convidado a se reunir com o governante autoritário de Korell, Commdor ("Primeiro Cidadão do Estado") Asper Argo (após vários dias de fracasso em garantir tal reunião), indicando que Mallow aparentemente passou em um teste pelos Korellians por mostrando respeito por suas leis. Argo parece amigável e dá as boas-vindas aos presentes tecnológicos da Fundação; no entanto, ele se recusa a permitir missionários da Fundação em Korell, o que acaba coincidindo com os próprios interesses de Mallow.
Mallow, entre outras coisas, oferece ao Commdor ferramentas para a indústria pesada, acreditando que isso lhe permitirá visitar uma fábrica, onde a tecnologia avançada seria encontrada se Korell a tivesse. Ele não vê sinais disso, mas consegue ter um vislumbre das armas dos guardas do governante - revólveres atômicos com as marcas do Império Galáctico, que a Fundação supõe já ter caído nesta época. As descobertas de Mallow o levam a acreditar que o Império pode estar tentando se expandir para a Periferia novamente, e tem fornecido armas para estados clientes como Korell. Deixando a República e sua nave, ele viaja sozinho para o planeta Siwenna, que ele acredita ser a capital de uma província Imperial. Ele encontra Siwenna um lugar desolado e triste, e encontra o ex-patrício empobrecido Onum Barr na mansão isolada do último, que está lentamente se desintegrando. Barr, um ex-senador provincial e um cidadão importante, serviu no governo imperial em Siwenna durante um período bastante estável várias décadas antes, antes de uma série de vice-reis corruptos e ambiciosos que sonhavam em se tornar imperadores. Depois que o vice-rei anterior se rebelou contra o imperador, Barr participou de uma revolução que derrubou o vice-rei. No entanto, a frota imperial também enviada para remover o vice-rei queria conquistar uma província rebelde, mesmo que ela não estivesse mais em rebelião, e começou um massacre que ceifou a vida de todos, exceto um dos filhos de Barr. O novo vice-rei também planeja uma rebelião, mas mantém um plano reserva; fugindo para a Periferia e esculpindo um reino considerável lá. Ele garantiu uma aliança política com Korell ao casar sua filha com Asper.
Mallow consegue visitar uma usina de energia Siwennian. Ele observa que os técnicos só podem fazer a manutenção das plantas, mas não podem consertá-las. Ele também observa que os geradores nucleares são muito maiores do que os de Terminus. Ambos significam que o Império não pode substituir os bens que Mallow vende ao Commdor. Ele também percebe que a religião não pode fazer mais conquistas para a Fundação, mas um império comercial pode.
Mallow é julgado por assassinato aproximadamente um ano após seu retorno a Terminus, devido a entregar o missionário da Fundação à multidão. No entanto, ele consegue produzir uma gravação revelando ao tribunal que o "missionário" era na verdade um policial secreto corelliano. Absolvido, Mallow é recebido com alegria pela população de Terminus, que (junto com a riqueza obtida pelo comércio com Korell) quase lhe garante a cadeira de prefeito nas eleições programadas para o ano seguinte. Para se preparar para a eleição, Mallow planejou a prisão de Sutt e Manlio, suspeitando que eles (com razão) pretendiam engendrar um golpe com a ajuda de elementos religiosos dos Quatro Reinos, e eventualmente assumiu o cargo. No entanto, ele logo se depara com tensões entre a Fundação e Korell, que declara guerra à Fundação, usando sua poderosa flotilha Imperial para atacar os navios da Fundação. Mas, em vez de contra-atacar, Mallow não toma nenhuma ação, efetivamente impondo um embargo a Korell e esperando até que a falta de bens da Fundação force Korell a se render, o que ela faz. Devido ao controle de Mallow sobre a indústria e o comércio, a Fundação começa a se tornar uma plutocracia . Quando um de seus aliados, horrorizado, pergunta por que Mallow não está construindo um império futuro, Mallow responde que era apenas seu trabalho parar a crise atual e a história cuidaria dos que viriam.

## Personagens

### "Os Psico-Historiadores"
- Hari Seldon, matemático que desenvolve psico-história
- Gaal Dornick, matemático e biógrafo de Seldon
- Jerril, um agente da Comissão de Segurança Pública que vigia Gaal Dornick
- Linge Chen, comissária-chefe de segurança pública e juíza do julgamento de Seldon
- Lors Avakim, o advogado nomeado para defender Gaal Dornick

### "Os Enciclopedistas"
- Salvor Hardin, primeiro prefeito de Terminus
- Anselm haut Rodric, soldado e enviado de Anacreon a Terminus
- Bor Alurin, psicólogo trantoriano que treinou Salvor Hardin
- Jord Fara, membro do Conselho de Curadores do Comitê de Enciclopédia
- Lewis Pirenne, Presidente do Conselho de Curadores do Comitê de Enciclopédia
- Lundin Crast, membro do Conselho de Curadores do Comitê de Enciclopédia
- Lord Dorwin, Chanceler do Império
- Tomaz Sutt, Membro do Conselho de Curadores do Comitê de Enciclopédia
- Yate Fulham, membro do Conselho de Curadores do Comitê de Enciclopédia
- Yohan Lee, um dos conselheiros e amigos de Salvor Hardin.

### "Os Prefeitos"
- Dokor Walto, ativista do Foundation Action Party
- Jaim Orsy, ativista do Foundation Action Party
- Rei Lepold I, Rei de Anacreonte.
- Lem Tarki, ativista do Foundation Action Party.
- Levi Norast, ativista do Foundation Action Party.
- Lewis Bort, ativista do Foundation Action Party
- Príncipe Lefkin, filho mais velho de Wienis.
- Príncipe Regente Wienis, Príncipe Regente de Anacreonte, tio do Rei Lepold I.
- Poly Verisof, embaixador da Fundação e sumo sacerdote em Anacreonte.
- Salvor Hardin, Primeiro Prefeito de Terminus.
- Sef Sermak, Vereador da Cidade de Terminus.
- Theo Aporat, sacerdote principal da nau capitânia de Anacreon Wienis .
- Yohan Lee, organizador do golpe de Salvor Hardin e confidente próximo de Hardin.

### "Os Comerciantes"
- Eskel Gorov, Master Trader e agente da Fundação, condenado à morte em Askone
- Limmar Ponyets, Master Trader, liberta Gorov em troca de um transmutador.
- Les Gorm, Master Trader e conhece Linmar Ponyets da negociação.

### "Os Príncipes Mercadores"
- Hober Mallow, Mestre Comerciante e o primeiro dos Príncipes Mercadores.
- Publis Manlio, Secretário de Relações Exteriores da Fundação.
- Jorane Sutt, Secretária do Prefeito da Fundação.
- Jaim Twer, agente da Fundação plantado no navio de Mallow.

## Recepção
O revisor Groff Conklin declarou que Fundação é "um livro de verdadeiro entretenimento e aventura intelectual". Boucher e McComas, no entanto, consideraram-no "suficientemente competente para escrever e pensar, embora para o lado enfadonho". P. Schuyler Miller recebeu o volume favoravelmente, mas observou que a "revisão e interescrita" das histórias componentes "não foi um trabalho tão bem-sucedido" como Asimov havia feito com I, Robot . Em julho de 2012, o io9 incluiu o livro em sua lista de "10 romances de ficção científica que você finge ter lido".
Em 1966, a trilogia Fundação ganhou o prestigioso Prêmio Hugo de Melhor Série de Todos os Tempos. Em 2018, o capítulo "Os Enciclopedistas" ganhou uma retrospectiva do Hugo Award 1943 para a Melhor Noveleta do ano anterior.

## Os Romances de Asimov Ambientados No Universo DeRobôs/Império/Fundação
O prefácio de Prelúdio à Fundação contém a ordem cronológica dos livros de ficção científica de Asimov. Asimov afirmou que os livros de sua Série Robôs, Império e Fundação "oferecem uma espécie de história do futuro, que talvez não seja completamente consistente, já que eu não planejei consistência para começar". Asimov também observou que os livros em sua lista "não foram escritos na ordem em que (talvez) deveriam ser lidos".
Os seguintes romances estão listados em ordem cronológica por narrativa:
1. Eu Robô / I, Robot (1950)[15] - Um romance autônomo de concerto (fix-up - Uma correção (ou correção) é um romance criado a partir de vários contos de ficção que podem ou não ter sido inicialmente relacionados ou publicados anteriormente.) contendo 9 contos sobre robôs.
2. O Homem Positrônico / The Positronic Man (1992)[16] - Um romance autônomo co-escrito com Robert Silverberg, baseado na noveleta de Asimov de 1976 O Homem Bicentenario, "The Bicentennial Man".
3. Nêmesis / Nemesis (1989)[17] - Um romance autônomo vagamente conectado as série Robôs/Império/Fundação, ambientado nos primeiros dias das viagens interestelares.
4. As Cavernas de Aço / The Caves of Steel (1954) [18]- Primeira novela de R. Daneel Olivaw - Primeiro livro da Série Robôs.
5. O Sol Desvelado / The Naked Sun (1957) [19]- Segunda novela de R. Daneel Olivaw - Segundo livro da Série Robôs.
6. Os Robôs da Alvorada / The Robots of Dawn (1983) - Terceira novela de R. Daneel Olivaw - Terceiro livro da Série Robôs.
7. Robôs e Império / Robots and Empire (1985) - Quarta novela de R. Daneel Olivaw - Quarto livro da Série Robôs.
8. As Correntes do Espaço / The Currents of Space (1952) - Primeiro romance da Série Império.
9. Poeira de Estrelas / The Stars, Like Dust (1951) - Segundo romance da Série Império.
10. Pedra no Céu / Pebble in the Sky (1950) - Terceiro romance da Série Império.
11. Prelúdio a Fundação / Prelude to Foundation (1988) -Primeiro romance da Série Fundação.
12. Origens da Fundação / Forward the Foundation (1993) - Segundo romance da Série Fundação.
13. Fundação / Foundation (1951) - Terceiro romance da Série Fundação.
14. Fundação e Império / Foundation and Empire (1952) - Quarto romance da Série Fundação.
15. Segunda Fundação / Second Foundation (1953) - Quinto romance da Série Fundação.
16. Limites da Fundação / Foundation's Edge (1982) - Sexto romance da Série Fundação.
17. Fundação e Terra / Foundation and Earth (1986) - Sétimo romance da Série Fundação.
18. O Fim da Eternidade / The End of Eternity (1955)[20] - Um romance autônomo vagamente conectado à série Robôs/Império/Fundação, sobre uma organização que altera o tempo.